# Украинское (Волчанский район)
Украинское (укр. Українське), село,
Польнянский сельский совет,
Волчанский район,
Харьковская область, Украина.
Код КОАТУУ — 6321686002. Население по переписи 2001 года составляет 290 (128/162 м/ж) человек.

## Географическое положение
Село Украинское находится на правом берегу реки Польная, выше по течению располагается село Шевченково, ниже — на расстоянии в 1 км село Лосевка, на противоположном берегу — село Польная.
Село вытянуто вдоль реки на 5 км, возле села небольшой лесной массив.

## История
- 1675 — дата основания хутора (затем слободы) Ма́рьевка, Викторовка, Лосевка
- До образования Харьковской области село входило в Харьковскую губернию, затем в Волчанский район, в Харьковский округ, затем Харьковскую область.
- Между 1928 и 1937 годами села Викторовка, Марьевка, Лосевка были переименовано в Украинское[1] в честь годовщины создания Украинской Советской Социалистической Республики.
- В 1940 году, перед ВОВ, в Украинском были 225 дворов и свой сельсовет.[2]

## Название
При СССР в 1920-х — начале 1930-х годов в Волчанском районе и области прошла «волна» переименований значительной части населённых пунктов, в основном на левом (восточном) берегу Донца, в «революционные» названия — в честь Октябрьской революции, пролетариата, сов. власти, Кр. армии, социализма, Сов. Украины, деятелей «демократического и революционного движения» (Т. Шевченко, Г. Петровского) и новых праздников (1 мая и др.)
Это приводило к путанице, так как в одной области рядом могли оказаться сёла с одинаковыми новыми названиями — например, Украинка (Ахтырский район), Украинка (Волчанский район), Украинка (Балаклейский район), Украинка (Барвенковский район), Украинка (Красноградский район) и Украинское (Волчанский район), Украинское (Змиевской район), Украинское (Лозовской район), Украинское (Харьковский район), названные в честь УССР.
На территории УССР находились 18 населённых пунктов с названием Украинское.

## Экономика
- В селе при СССР была молочно-товарная ферма.